# Eugen Gomringer
Eugen Gomringer (né le 20 janvier 1925 à Cachuela Esperanza en Bolivie) est un poète suisse. Il est le fondateur de la poésie concrète.

## Biographie

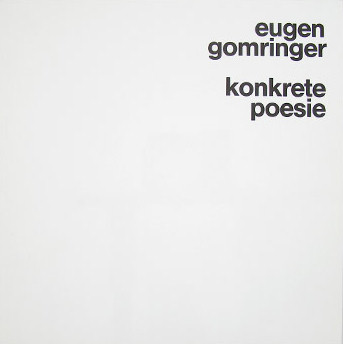
Le livre Konkrete poesie

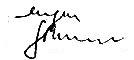
La signature de Gomringer

Gomringer est né d'une mère bolivienne et d'un père suisse. De 1944 à 1952 il étudie l'économie et l'histoire de l'art à Berne et à Rome.
En 1953 il fonde le magazine Spirale avec Dieter Roth et Marcel Wyss ; La revue sortira, de 1960 à 1965, une série d'opuscules intitulée konkrete poesie – poesia concreta.
Il est le secrétaire de Max Bill à l'école des Beaux-Arts d'Ulm, de 1954 à 1957.
De 1961 à 1967 il préside l'association des artistes suisses (de), puis travaille de 1967 à 1985 pour la société Rosenthal. De 1977 à 1990 il enseigne l'esthétique à l'Académie des beaux-arts de Düsseldorf.
Il a fait partie du conseil de la quatrième documenta, organisée en 1968. Il est membre de l'Académie des arts de Berlin depuis 1971. Sa collection d'art concret est à l'origine de celle du Museum für Konkrete Kunst (de), ouvert en 1992 à Ingolstadt.
En 2008 Gomringer a été fait membre de l'ordre bavarois du Mérite.

## Œuvres
- konstellationen, spiral press, Berne 1953
- das stundenbuch - Max Hueber Verlag, Munich 1965
- Kommandier(t) die Poesie! : Biografische Berichte. Signathur, Dozwil 2006
- Vom Rand nach Innen, die Konstellationen 1951-1995, œuvres complètes, tome I. Splitter, Vienne 1995
- Theorie der Konkreten Poesie, Texte und Manifeste 1954-1997, œuvres complètes, tome II. Splitter, Vienne 1997
- Zur Sache der Konkreten, eine Auswahl von Texten und Reden über Künstler und Gestaltungsfragen 1958-2000, œuvres complètes, tome III. Splitter, Vienne 2000
- Quadrate aller Länder, œuvres complètes, tome IV. Splitter, Vienne 2006

Gomringer est par ailleurs l'auteur d'une anthologie de la poésie concrète germanophone publiée à Stuttgart chez Reclam en 1972, régulièrement rééditée depuis.